# 1,2-Dicloro-1,1,2-trifluoroetà
L'1,2-dicloro-1,1,2-trifluoroetà és un haloalcà compost de carboni, hidrogen, clor i fluor, i amb fórmula estructural C₂HCl₂F₃. També es coneix com a refrigerant amb la designació comercial HCFC-123a. Té una massa molecular de 152,93 g/mol. És un compost sintètic, que no es troba a la natura.

## Estructura
La seva estructura molecular consisteix en una cadena de dos àtoms de carboni, amb un clor i un fluor connectats a cada àtom de carboni, i un grup trifluorometil (CF₃) connectat al segon carboni. Per tant, això fa que sigui una molècula asimètrica amb àtoms de clor i fluor en posicions clau.

## Propietats
Normalment, es presenta com un gas, el seu punt de fusió, és al voltant de -50°C, el seu punt d'ebullició, és al voltant de 23-24 °C, i finalment, té una solubilitat baixa en aigua i és més soluble en dissolvents orgànics com acetona, etanol i clorur de metilè.
En el seu estat natural, sol ser un líquid transparent, que es pot evaporar fàcilment, és un líquid que si s'ha d'utilitzar, ha de ser amb molta precaució i protecció, degut a la seva toxicitat i la seva capacitat per provocar diverses reaccions químiques de manera fàcil i ràpida.

## Metabolisme
Aquest compost és una alternativa potencial per substituir els clorofluorocarburs que esgoten la capa d'ozó. El metabolisme de l'HCFC-123a es va estudiar en microsomes de rates, ratolins i humans, així com en rates i ratolins in vivo. Els microsomes de fetge de rata, ratolí i humà van metabolitzar HCFC-123a en fluorur inorgànic i àcid clorodifluoroacètic. La formació de fluor depenia del temps i de la concentració de NADPH, HCFC-123a i proteïnes. Els microsomes de rates no tractades van oxidar HCFC-123a a baixes taxes (0,49 nmol de fluor/20 min x mg de proteïna). El pretractament de rates amb piridina i etanol, inductors de P450 2E1, va augmentar les taxes d'alliberament de fluor. En els microsomes de fetge de ratolí, les taxes d'oxidació de HCFC-123a per alliberar fluor eren significativament més altes (1, 68 nmol de fluorur/20 min x mg) que en els microsomes de fetge de rata. La incubació de HCFC-123a amb microsomes i ditiocarbamat de dietil (100 microM), un inhibidor de P450 2E1, va reduir la formació de fluor en més d'un 60%. En diferents mostres de microsomes hepàtics humans, les taxes de formació de fluor eren entre dues i quatre vegades més altes que les observades en microsomes hepàtics de rates no tractades. En rates i ratolins exposats a concentracions de HCFC-123a de fins a 5000 ppm en un sistema d'exposició de recirculació tancat, l'àcid clorodifluoroacètic i el fluorur inorgànic es van identificar com a metabòlits urinaris. La biotransformació d'HCFC-123a en rates es va saturar després de l'exposició a més de 2000 ppm d'HCFC-123a durant 6 hores, mentre que no es va evidenciar cap saturació en ratolins exposats a concentracions de fins a 5000 ppm. Els resultats obtinguts suggereixen un paper important del P450 2E1 en l'oxidació de l'HCFC-123a i en les diferents capacitats de biotransformació oxidativa de l'HCFC-123a en rosegadors. Així, els ratolins poden ser més sensibles als efectes tòxics de l'HCFC-123a depenent de la biotransformació després de l'administració de dosis elevades.